# 니시무라 쇼이치
니시무라 쇼이치(일본어: 西邑 昌一, 1912년 4월 18일 ~ 1998년 3월 22일)는 일본의 전 축구 선수이다.

## 국가대표팀 경력
그는 1934년 극동 선수권 대회에 참가할 일본 국가대표팀에 발탁되었으며, 5월 13일 네덜란드령 동인도와의 경기에서 데뷔했다. 1936년 하계 올림픽에도 출전했다. 그는 국제 A매치 통산 2경기에 출전, 1득점을 넣었다.

## 통계
| 일본 | 일본 | 일본 |
| 연도 | 출전 | 득점 |
| ---- | ---- | ---- |
| 1934 | 2    | 1    |
| 통산 | 2    | 1    |